# Banco Internacional
El Banco Internacional es una institución financiera privada en Ecuador. Inició sus operaciones el 10 de noviembre de 1973 en la ciudad de Quito.
En la actualidad es el quinto Banco con mayores utilidades del país. Según una encuesta realizada por Merco España y Advance Consultora, es el banco mejor puntuado en niveles de eficiencia por parte de los clientes. Es así mismo el segundo mayor banco del país en lo referente a colocación de créditos comerciales.
Posee más de 400.000 clientes y cuenta con presencia en 17 provincias de Ecuador.
Actualmente cuenta con la calificación AAA otorgada a partir del 31 de marzo de 2017 por parte de CLASS INTERNATIONAL RATING (máximo reconocimiento otorgado en cuanto a calidad de servicios prestados).
En noviembre del 2017 el Instituto Great Place to Work le otorga el reconocimiento al Mejor Lugar Para Trabajar, en la categoría empresas con más de 500 colaboradores.
En noviembre del 2017, obtuvo el reconocimiento al Primer lugar en eficiencia entre Bancos grandes con activos superiores a mil millones de dólares. Premio entregado por la Corporación Ekos.
En noviembre de 2015 obtuvo el reconocimiento al Primer lugar entre Bancos más eficientes con activos superiores a mil millones de dólares. Premio entregado por parte de la revista Ekos por tercera vez consecutiva.
El 31 de marzo de 2013 obtuvo la calificación de riesgo “AAA- otorgado por parte de Pacific Credit Rating (máximo reconocimiento otorgado en cuanto a calidad de servicios prestados).

## Grupo Fierro
Junto con Banco Exterior en Venezuela y BanBif en Perú, forman parte del conglomerado empresarial español Grupo Fierro.